# Tauramena (ort)
Tauramena är en ort i Colombia.   Den ligger i departementet Casanare, i den centrala delen av landet, 150 km öster om huvudstaden Bogotá. Tauramena ligger 462 meter över havet och antalet invånare är 4 805.
Terrängen runt Tauramena är kuperad västerut, men österut är den platt. Runt Tauramena är det mycket glesbefolkat, med 3 invånare per kvadratkilometer. Det finns inga andra samhällen i närheten. Omgivningarna runt Tauramena är huvudsakligen savann.